# (9349) Lucas
Pour les articles homonymes, voir Lucas.
(9349) Lucas est un astéroïde de la ceinture principale découvert le 30 septembre 1991 par R. H. McNaught à l'observatoire de Siding Spring. Il a été nommé en l'honneur du mathématicien français Édouard Lucas.

## Orbite
Lucas a un périhélie de 1,86 UA et un aphélie de 2,74 UA. Il tourne autour du Soleil en 1275,5 jours.